# Arganija
Arganija (znanstveno ime Argania spinosa) je endemična vrsta drevesa, ki raste le v polpuščavi doline Sus v jugozahodnem delu Maroka. Je edina vrsta iz rodu Argania.
Trnjavo in grčasto drevo zraste od 8 do 10 metrov visoko, njegova življenjska doba pa je 150 do 200 let. Listi so majhni, dolgi 2–4 cm, ovalni z zaokroženo konico. Cvetovi so majhni in imajo po pet bledih rumeno-zelenih cvetnih listov. Drevo cveti aprila. Sadeži so 2–4 cm dolgi in 1,5–3 cm široki z debelo, grenko lupino, ki obkroža lepo dišečo sredico, ki pa je neprijetnega okusa. V njej je zelo trd oreh, ki vsebuje od enega do treh majhnih, z oljem bogatih semen. Več kot leto je potrebno, da sadež dozori. Obirajo ga junija ali julija v letu, ki sledi letu cvetenja.
Gozdovi agranovih dreves trenutno pokrivajo 828.000 ha in so od leta 1998 zaščiteni kot UNESCOva svetovna dediščina. V zadnjih 100 letih se je njihov habitat skrčil za 50 %, največ zaradi izdelave oglja in urejanja pašnikov. Najboljše upanje za ohranitev teh dreves je v razvoju tržišča visoko energijskega izdelka, agranovega olja.
Arganija je med maroškimi Berberi pomembna naravna surovina: nadomešča oljčno olje, služi kot krma živalim, uporabljaja se tudi kot kurilno sredstvo. V zadnjih letih je vzcvetela trgovina z zdravilnim oljem arganije, ki je med drugim močan antioksidant. 